# Jokohama F. Marinos
Jokohama F. Marinos (japonsky 横浜F・マリノス) je japonský fotbalový klub z města Jokohama hrající v J1 League. Klub byl založen v roce 1972 pod názvem Nissan Motors SC. Když roku 1992 vznikla profesionální J.League, klub se přejmenoval na Jokohama Marinos (od sezony 1999 jen Jokohama F. Marinos). Svá domácí utkání hraje na Nissan Stadium.

## Úspěchy
- J1 League: 1995, 2003, 2004, 2019, 2022
- J.League Cup: 2001
- Císařský pohár: 1983, 1985, 1988, 1989, 1991, 1992, 2013

## Významní hráči
- Šigetacu Macunaga
- Masami Ihara
- Norio Omura
- Masaharu Suzuki
- Jošikacu Kawaguči
- Naoki Macuda
- Šódži Džó
- Šunsuke Nakamura
- Júdži Nakazawa
- Tacuhiko Kubo
- Eisuke Nakaniši
- Takaši Hirano
- Takajuki Suzuki
- Takaši Inui
- Manabu Saitó
- Masaši Óguro
- Teruhito Nakagawa
- Ramón Díaz
- Ramón Medina Bello
- Miloš Degenek
- Julio César Baldivieso
- Renato
- Goran Jurić
- Julio Salinas
- Ion Andoni Goikoetxea
- Abdeljalil Hadda
- Dušan Petković